# Karen Jeppe

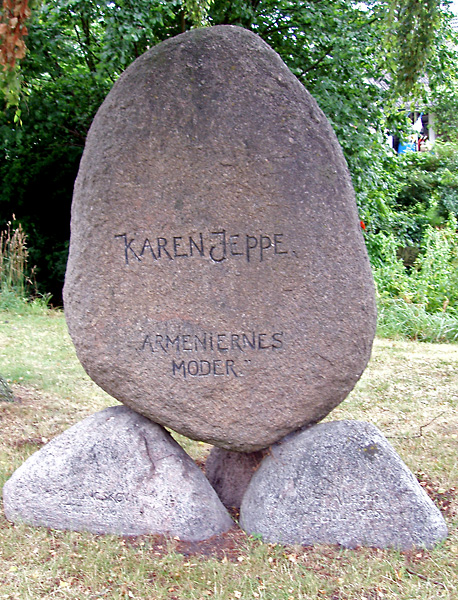
Denkmal für Karen Jeppe in ihrem Geburtsort Gylling
Inschrift: Karen Jeppe, Mutter der Armenier

Karen Jeppe (* 1. Juli 1876 in Gylling, Dänemark; † 7. Juli 1935 in Aleppo, Syrien) war eine evangelische Missionarin. Bekannt wurde sie durch ihr überragendes humanitäres Engagement für die Armenier auf dem Gebiet des ehemaligen Osmanischen Reiches in den Jahren 1903 bis 1935.

## Leben
Karen Jeppe trat 1902 mit 26 Jahren einem von Åge Meyer Benedictsen gegründeten Hilfsverein für die osmanischen Armenier bei. 1903 reiste sie nach Urfa aus, wo sie in den von Johannes Lepsius nach den dortigen Armenierpogromen im Jahre 1895 gegründeten sozialen Einrichtungen arbeitete.
Während der 1915 beginnenden Verfolgungen der anatolischen Armenier gelang es Jeppe, die von ihr geleiteten karitativen Einrichtungen vom Zugriff der türkischen Einheiten zu schützen. Franz Werfel erwähnt sie in diesem Zusammenhang namentlich in seinem Roman Die vierzig Tage des Musa Dagh.
Nachdem sie 1917 aufgrund einer Flecktyphus-Erkrankung nach Dänemark zurückkehren musste, reiste sie 1921 erneut in den Orient, diesmal nach Aleppo in Syrien, das nach dem Zusammenbruch des Osmanischen Reiches unter französischem Völkerbundsmandat stand. Dort leitete sie als offizielle Beauftragte des Völkerbundes Einrichtungen für armenische Flüchtlinge, im Rahmen der vom damaligen Hochkommissar für Flüchtlinge, dem Norweger Fridtjof Nansen, geleiteten Aktivitäten. 1927 legte Nansen sein Amt als Hochkommissar aus Altersgründen nieder, und die Aktivitäten im Orient wurden daraufhin zum großen Teil eingestellt. Jeppe führte die Aktivitäten dennoch auf eigene Faust fort und gründete darüber hinaus am Euphrat eine landwirtschaftliche Siedlung, Tel Salmen Missak, die nach einem armenischen Adoptivkind von ihr benannt worden ist, Misak Melkonian (verstorben 1978).
Karen Jeppe starb 1935 in Aleppo an den Folgen einer Malaria-Infektion und wurde nach armenisch-gregorianischem Ritus dort beigesetzt.

## Werk
Sie entwickelte in Urfa eine neue Methode, den Kindern das Lesen und Schreiben beizubringen. Dies sorgte für Aufmerksamkeit, weil die von ihr betreuten Kinder das Lesen und Schreiben viel schneller lernten als Kinder in anderen Schulen.